# Arkalochóri
Arkalochóri (grec moderne : Αρκαλοχώρι) est une ville grecque située sur l'île de Crète dans la municipalité de Minóa Pediáda. En 2011, sa population est de 10 476 habitants.
Le 27 septembre 2021, la ville est touchée par un séisme, occasionnant de nombreux dégâts, la mort d'une personne et onze blessés.